# Pane azzimo

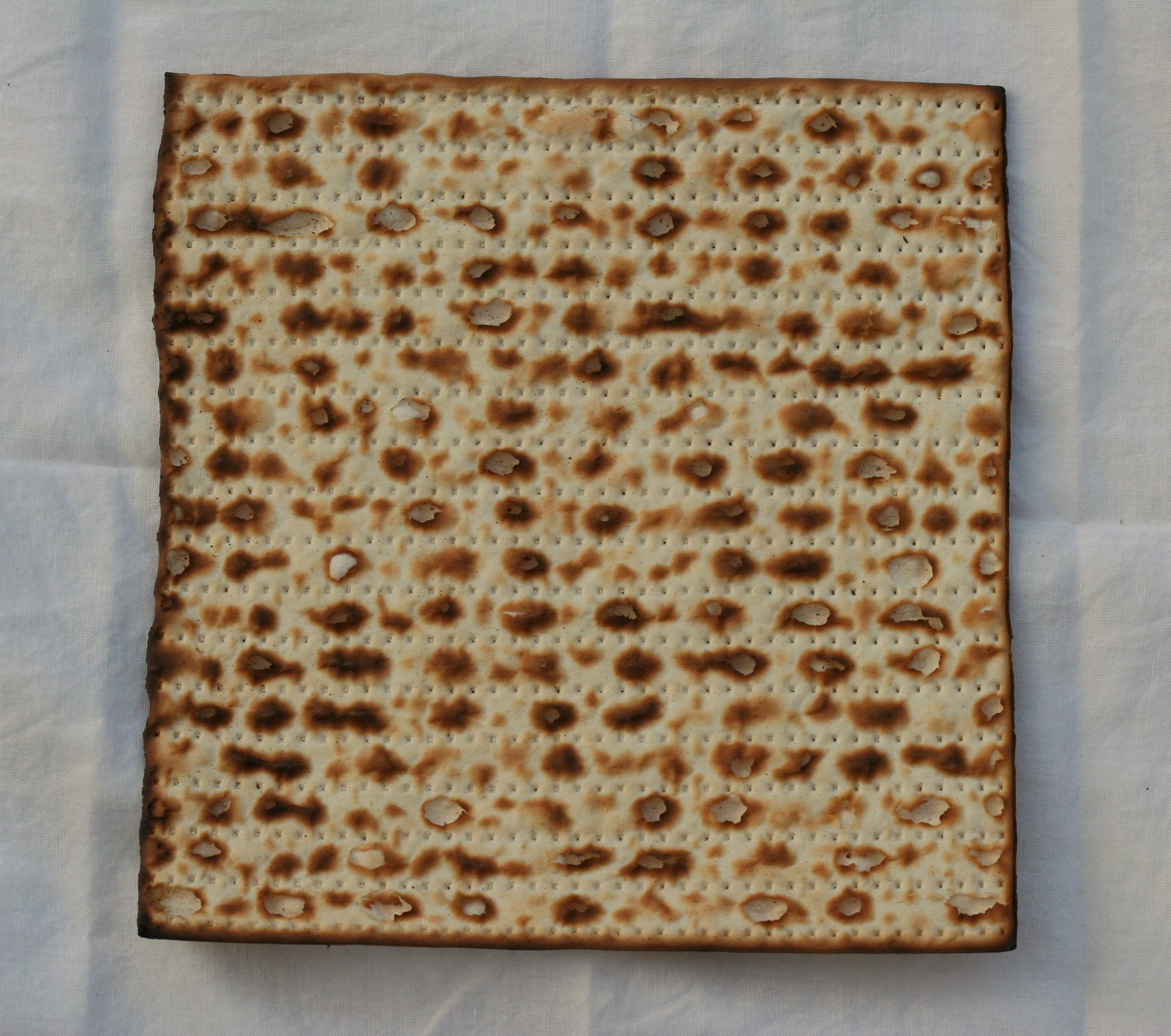
Pane azzimo

Il pane azzimo o azimo (dal greco ἀζύμη = senza lievito) è un tipo di pane preparato con farina di cereali e acqua, come tutti gli altri pani, senza tuttavia aver subito il processo di fermentazione e senza aggiunta di lievito.

## Storia
Il pane azzimo è stato per molto tempo l'unico conosciuto dall'umanità. Si preparava con farina integrale e acqua, e si cuoceva mettendo l'impasto su pietre arroventate o cenere calda, che conferiva al pane un sapore caratteristico. In seguito la preparazione del pane si evolse fino a produrre le numerose varietà di pane conosciute. L'evoluzione prese avvio grazie all'invenzione dei forni, alla scoperta del lievito, all'estrazione della farina ed eventualmente all'aggiunta di altre sostanze come olio, burro, spezie, ecc. Tuttavia molti continuarono a preparare il pane azzimo sia per motivi di praticità, essendo il pane azzimo più facile da preparare, che per motivi religiosi e dietetici. In tempi moderni il pane azzimo è utilizzato come pane tradizionale in molte località; viene preparato inoltre nei casi in cui occorra un tipo di pane che si debba conservare per lunghi periodi di tempo.
Un tipo di pane azzimo, chiamato bannock, venne documentato fin dall'anno 1000 in Scozia e la sua prima definizione risaliva al 1562. Questa pietanza era diffusa soprattutto in Irlanda, Scozia e Inghilterra settentrionale. I bannock originali erano focacce pesanti, di impasto azzimo di orzo o avena, venivano preparati in forma rotonda o ovale, poi cotti su una piastra (o cintura di Scozia). In Scozia, prima del XIX secolo, i bannock venivano cotti su una grande pietra di arenaria, piatta, arrotondata, posta direttamente su un fuoco. Anche in tempi moderni alcune tribù indigene degli Stati Uniti d'America e del Canada usano mangiare il bannock, sia azzimo che lievitato, cotto in forme rotonde, in una padella di ghisa, direttamente sulle braci ardenti oppure arrotolato su bastoncini, in forma di una specie di treccia e cotta sospesa sulle braci.
L'uso del pane azzimo è importante nella religione ebraica e in quella cristiana
Gli ebrei mangiano pane azzimo (in ebraico מצה, matzah, IPA: ma'tsa) durante la settimana pasquale (15-21 di Nisan), celebrata in ricordo dell'uscita del popolo israelita dall'Egitto, secondo la prescrizione contenuta nel capitolo XII dell'Esodo; la preparazione del pane azzimo spettava ai leviti. Alcune confessioni religiose cristiane, in particolare la Chiesa cattolica, utilizzano per l'eucaristia un particolare tipo di pane azzimo di forma circolare, l'ostia. Anche nella Chiesa apostolica armena, una delle Chiese ortodosse orientali, si usa per l'eucaristia il pane azzimo.

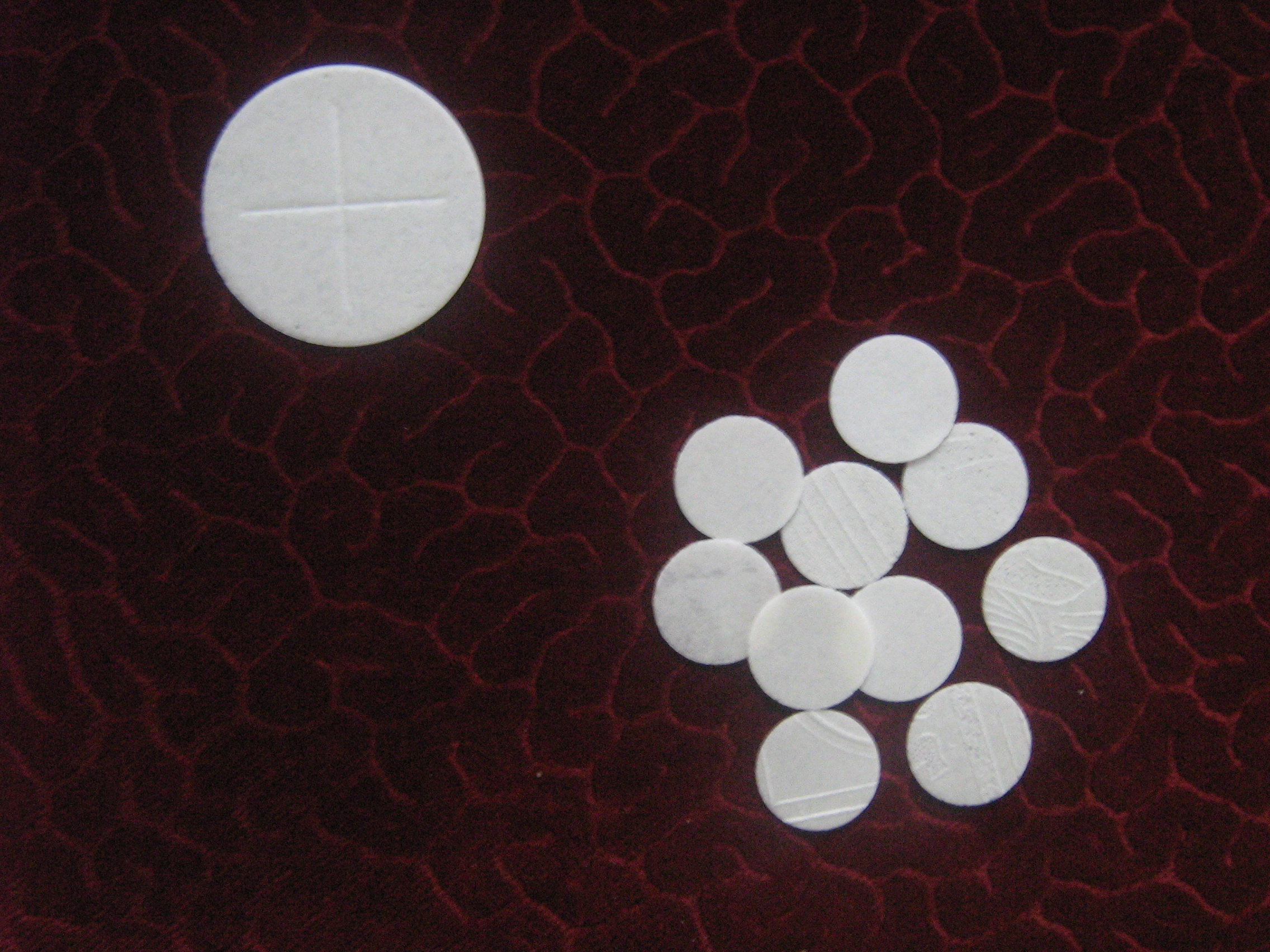
Ostie per l'eucaristia cattolica, preparate senza fermentazione

## Controversia degli azzimi
L'uso del pane azzimo nella religione cristiana suscitò un'accesa disputa sorta tra il 1052 e il 1053, ad opera di Leone di Ocrida e del patriarca di Costantinopoli Michele Cerulario, contro la Chiesa latina, criticata per l'uso del pane azzimo per l'eucaristia, anziché di quello fermentato come si usava nel rito bizantino.
L'uso del pane azzimo veniva spiegato dalla Chiesa latina con il fatto che Gesù aveva istituito il sacramento dell'eucaristia durante la Pasqua ebraica, in cui, secondo le prescrizioni rituali, si fa uso soltanto di pane azzimo (matzah). La Chiesa bizantina, invece, utilizzava per l'eucaristia il pane lievitato, considerando l'uso dei Latini un inaccettabile mantenimento di usi giudaici.
La controversia venne affrontata con passione da ambo le parti, ma i testi utilizzati non furono dirimenti perché troppo vaghi o apocrifi. Solo più tardi, quando la spaccatura tra la Chiesa cattolico-romana e quelle ortodosse si era ormai consumata, nel II concilio di Lione (1274) e in quello di Firenze (1439) la Chiesa romana dichiarò che, per la consacrazione eucaristica, erano ugualmente validi sia il pane azzimo sia quello fermentato, e che vescovi e presbiteri delle due Chiese dovevano seguire l'uso invalso presso la propria Chiesa, ma senza pregiudizio.